# Corsa del XX settembre 1921
La Corsa del XX settembre 1921, già Roma-Napoli-Roma, sedicesima edizione della corsa, si svolse il 20 settembre 1921 su un percorso di 320 km. La vittoria fu appannaggio dell'italiano Costante Girardengo, che completò il percorso in 13h24'55", precedendo i connazionali Gaetano Belloni e Federico Gay.

## Ordine d'arrivo (Top 10)
| Pos. | Corridore           | Squadra         | Tempo     |
| ---- | ------------------- | --------------- | --------- |
| 1    | Costante Girardengo | Stucchi-Pirelli | 13h24'55" |
| 2    | Gaetano Belloni     | Bianchi-Dunlop  | s.t.      |
| 3    | Federico Gay        | Bianchi-Dunlop  | s.t.      |
| 4    | Giuseppe Azzini     | Stucchi-Pirelli | s.t.      |
| 5    | Angelo Gremo        | Bianchi-Dunlop  | s.t.      |
| 6    | Emilio Petiva       | -               | s.t.      |
| 7    | Bartolomeo Aimo     | Legnano         | s.t.      |
| 8    | Giovanni Brunero    | Legnano         | s.t.      |
| 9    | Nicola Di Biase     | -               | a 15'05"  |
| 10   | Camillo Arduino     | Bianchi-Dunlop  | a 22'05"  |